# Llanwrtyd Wells
Llanwrtyd Wells is een plaats in het Welshe graafschap Powys.
Llanwrtyd Wells telt 601 inwoners. 

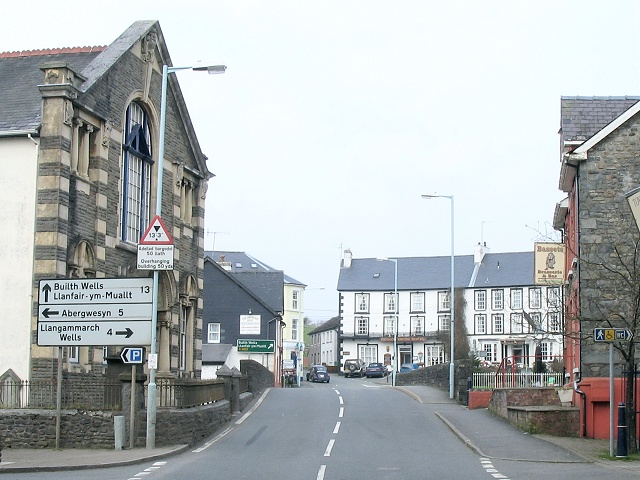
Llanwrtyd Wells
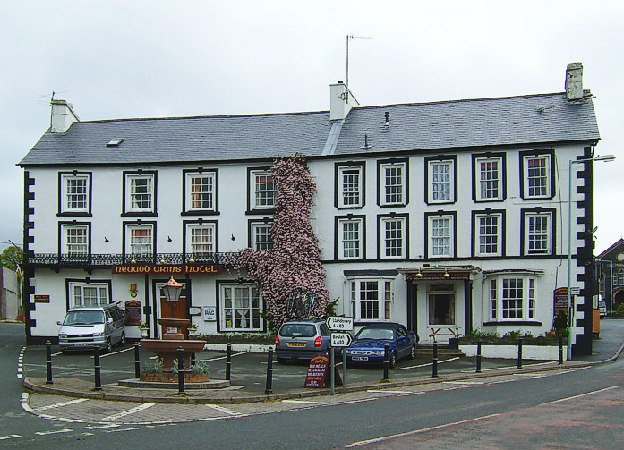
Neuadd Arms, Llanwrtyd Wells
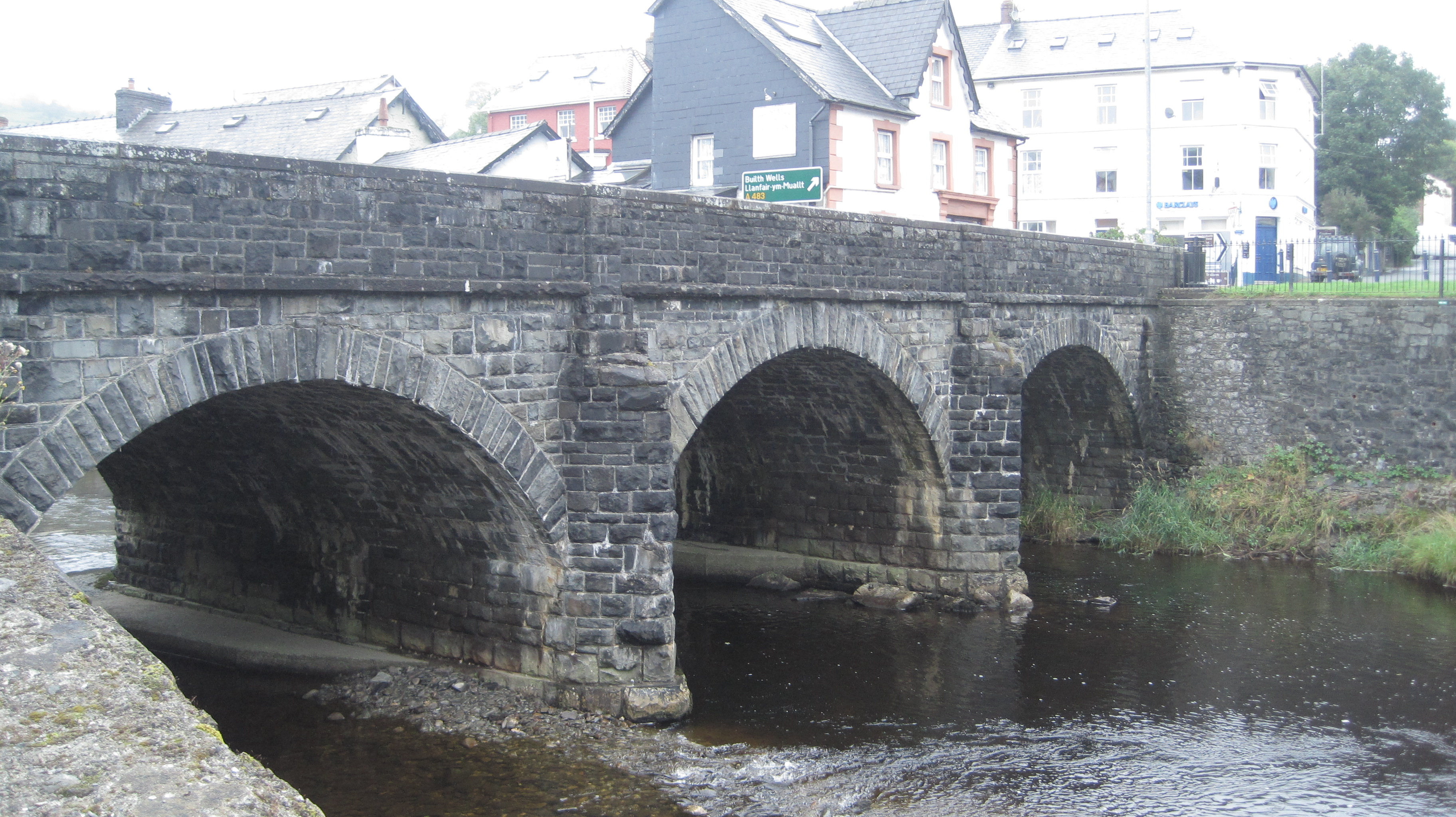
Brug in Llanwrtyd Wells

## Spoorwegen
- Station Llanwrtyd